# فاعل (لغة)
الفاعل هو اسم مرفوع تقدمه فعل مبني للمعلوم ودل على من فعل أو قام به الفعل، أو اتصف بالفعل مثل: أمطرت السماء، واخضر الزرع.
قد يكون اسمًا ظاهرًا أو اسمًا مستترًا أو ضميرًا مستترًا أو ضميرًا ظاهرًا.
والفعل لا تتغير صورته مع الفاعل المثنى والفاعل الجمع بل يبقى على حاله التي كان عليها مع المفرد.

## تعريف
الفاعل هو اسم أو ما في تأويلة اسند إليه فعل أو ما في تأويلة أصلي الصيغة والمحل.
الفاعل المفرد:
- من آداب طلب العلم أن يستمع الطالب إلى كلام المعلم.

الطالب: هو فاعل مرفوع وعلامة رفعه الضمة الظاهرة، لأنه مفرد (انظر علامات الرفع الأصلية وعلامات الرفع الفرعية)
الفاعل المثنى:
- شارك الطالبان في الإذاعة المدرسية.

الطالبان: هي فاعل مرفوع وعلامة رفعه الألف لأنه مثنى. المثنى يرفع بالألف، وينصب ويجر بالياء (قبل النون).
فاعل جمع:
- جمع مذكر سالم:
- صمم المهندسون البناء بعناية.

المهندسون: هي فاعل مرفوع وعلامة رفعه الواو لأنه جمع مذكر سالم.
- جمع مؤنث سالم:
- طلبت الطالبات من المدرس أن يعيد الشرح.

الطالبات: هي فاعل مرفوع وعلامة رفعه الضمة، لأنه جمع مؤنث سالم.
- الأسماء الخمسة
- مثل: قال أبوهم

## صور الفاعل
من الممكن أن يأتي الفاعل في عدة صور، منها:
- اسم ظاهر: أي اسم ظاهر كلمة واحدة.
- زادت الصادرات لتقدم الصناعة
- ضمير متصل: وهي ضمائر الرفع المتصلة.
- «و تبين لكم كيف فعلنا بهم»
- ضمير مستتر: مثل:
- قل الحق ولو كان مرًا.

الفاعل هنا هو ضمير مستتر وجوبا تقديره «أنت»، وكذلك الجملة الثانية ولو كان مرا أي هو مرًَا.
- الكتاب يفيد قارئه.

الفاعل هنا هو ضمير مستتر تقديره «هو»، فأصل الجملة: الكتاب يفيد هو قارئه.
- الأم حملت وليدها وأرضعته.

الفاعلان هنا هما ضميرين مستترين تقديرهما «هي». فأصل الجملة الأم حملت هي رضيعها وهي أرضعته.
- أسماء الإشارة (نحو هذا وهذه وهؤلاء): وتعرب في محل رفع فاعل إذا جاءت بعد الفعل.
- الأسماء الموصولة: وتعرب في محل رفع فاعل إذا جاءت بعد الفعل

مثاله جاء الذي نجح. الذي: اسم موصول مبني على السكون في محل رفع فاعل.
- المصدر المؤول: تركيب يتكون من (أن ساكنة + فعل مضارع)

مثاله قوله تعالى ألم يأن للذين آمنوا أن تخشع قلوبهم لذكر الله. «أن تخشع» مصدر مؤول وقع فاعلا.

## خصائص الفاعل

### وجوب إفراد الفعل مع الفاعل
الفعل لا يتغير بتغير عدد الفاعل. فنقول نجح الطالب ونجح الطالبان ونجح الطلاب.

### تأنيث الفعل مع الفاعل وجوبا وجوازا
يتغير الفعل بتغير نوع الفعل؛ فيؤنث الفعل مع الفاعل:
- وجوبا في حالتين:
- إذا كان الفاعل اسما متصلا بالفعل حقيقي التأنيث، مثل: حضرت فاطمة.
- إذا كان الفاعل ضميرا مستترا عائد:

- على مؤنث حقيقي، مثل: الدجاجة صاحت.
- على مؤنث مجازي، مثل: الشمس أشرقت.

- جوازا في ثلاث حالات:
- إذا كان الفاعل مجازي التأنيث، مثل: امتلأ الدار بالزائرين أو امتلأت الدار بالزائرين.
- إذا كان الفاعل حقيقي التأنيث مفصولا عن الفعل بفاصل، مثل: نالت في المدرسة الطالبة جائزة تقديرا لها أو نال.
- إذا كان الفاعل جمع تكسير، مثل: حضر الرجال أو حضرت الرجال.

### علامة التأنيث في الأفعال
يؤنث الفاعل في الأفعال:
- الماضية: يكون تاء ساكنة في آخرها (جلست، قامت، قرأت، ذهبت).
- المضارعة: تاء متحركة في أولها (تجلس، تقوم، تقرأ).

## وصلات خارجية
- شبكة المعرفة الريفية. الفاعل، في قسم البحوث.